# اللغة الغاروية
اللغة الغاروية وتعرف عند الغارويون باللغة الماندية أي «لغة التل»، وهي لغة يتكلمها الغارويون في ولاية ميغالايا شمال شرق الهند وفي بعض الجزاء في ولاية آسام في منطقة جولبارا وفي بعض المناطق في بنغلاديش، تستخدم الحروف اللاتينية في كتابة هذه اللغة وتصنف هذه اللغة ضمن اللغات صينية تبتية، ويتكلمها حوالي مليون نسمة.